# Коннас-Ки Номадс
«Коннас-Ки Номадс» (валл. Clwb Pêl-droed gap Cei Connah) — валлийский футбольный клуб, представляющий город Коннас-Ки, графство Флинтшир, Уэльс. Основан в 1946 году. Домашние матчи проводит на арене «Дисайд Стэдиум» общей вместимостью 1 500 зрителей. Действующий участник чемпионата Уэльса по футболу.

## История клуба
Футбольный клуб «Коннас-Ки» был основан в июле 1946 года и поначалу состоял из местных молодых футболистов.
В 1951 году клубу было присвоено название «Коннас-Ки Номадс», что в переводе означает Кочевники. Под новым именем команда выступала в региональных футбольных лигах Уэльса.
Самый первый футбольный клуб города Коннас-Ки был основан в 1890 году и назывался «Коннас-Ки & Шоттон». Команда выступала в районе города, недалеко от нынешнего стадиона клуба.
Дважды: в 1908 и в 1911 году команда доходила до финала кубка Уэльса, но оба раза уступала: сначала «Честер Сити», а затем «Рексему».
После этого клуб был расформирован. Новый клуб города был заново воссоздан в 1920 году. В 1922 году клуб стал членом Национальной лиги Уэльса.
В 1928 году команда переехала на стадион «Ди Парк», где дважды выиграла чемпионат Национальной лиги в зоне «Север».
В 1929 году «Коннас-Ки & Шоттон» впервые в истории стал обладателем кубка Уэльса. В финальном матче в Рексеме на национальном стадионе «Рейкурс Граунд» была одержана победа над представителем Первого дивизиона английской футбольной лиги клубом «Кардифф Сити» 3:0.
Однако большие клубные долги не позволили команде продолжить выступление в чемпионате, и к началу Второй мировой войны клуб был расформирован.
В июле 1946 года клуб был воссоздан под именем «Коннас-Ки Хуниорс». Уроженец города, известный на тот момент футболист английского «Эвертона» Томас Джонс решил возродить славу былой команды. Благодаря высокой репутации Джонса в Британии, ему удалось привлечь новых спонсоров в клуб и собрать под знамёна команды талантливую молодежь региона.
К 1948 году молодая амбициозная команда впервые выиграла кубок Уэльса среди молодежи и за короткий срок стала сильнейшей в Северном Уэльсе. В том же году команда вступила в футбольную лигу графства Флинтшир и начала выступление с другими командами региона.
В 1951 году «Коннас-Ки Хуниорс» вышел в финал кубка «FAW Трофи», футбольного турнира среди любительских клубов Уэльса, после чего команда перестала считаться молодежным коллективом, а из названия была убрана приставка «Хуниорс».
В 1953 году клуб был заявлен в Северную валлийскую лигу, и в том же году команда выиграла свой первый трофей: кубок «FAW Трофи». В 1950-х годах команда трижды выигрывала любительские турниры и один раз становилась чемпионом Северной лиги.
«Коннас-Ки» выступал на региональном уровне вплоть до 1966 года, после чего окончательно присоединился к Северной лиге. В начале 1970-х годов клуб дважды занимал второе место в своем дивизионе.
В 1974 году клуб вошел в новообразованную лигу «Клайд & Конви». Отыграв более десяти сезонов в дивизионе, «Коннас-Ки» дважды выигрывал лигу. Самый успешный год для клуба пришелся на сезон 1980/81, когда команда собрала семь трофеев, выиграв лигу «Клайд & Конви», кубки «Intermediate» и «FAW Трофи», и прочие любительские турниры. После трех столь успешных сезонов в низших лигах, к 1990 году «Коннас-Ки» считался одним из самых успешных клубов Уэльса на любительском уровне.
Клуб стал одним из основателей футбольной лиги «Камри Альянс» (второй по значимости дивизион Уэльса), а в сезоне 1990/91 принял участие в розыгрыше первого чемпионата лиги, заняв третью строчку по его итогам.
В сезоне 1991/92 команда заняла лишь шестое место в турнире, однако получила приглашение от Федерации футбола Уэльса принять участие в только что созданной Премьер Лиге, куда должны были войти все лучшие команды страны. В 1992 году «Коннас-Ки» вошел в состав новообразованной лиги.
Восьмое место в дебютном для себя сезоне 1992/93 на высшем уровне стало несомненным успехом для клуба. Кроме того, «Коннас-Ки» дошел до полуфинала кубка Уэльса, где уступил клубу «Рил» из дивизиона «Камри Альянс», в котором команда выступала в прошлом сезоне.
В 1993 году играющим тренером команды стал Невилл Пауэлл, отыгравший за клуб три сезона. Под его началом команда добилась немалых успехов: спустя год после его назначения был выигран кубок Северного Уэльса, а в сезоне 1995/96 кубок валлийской Лиги. В финале турнира со счетом 1:0 был обыгран клуб «Эббу Вэйл».

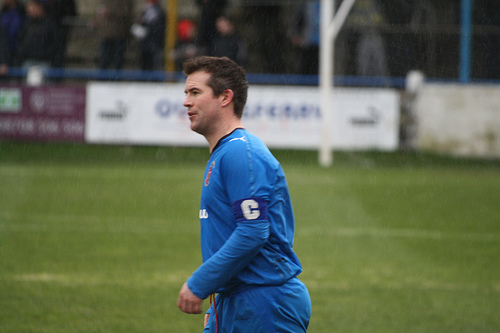
Легенда команды Марк Лимберт, выступавший за клуб в 1990-е и 2000-е годы

В сезоне 1997/98 команда заняла седьмое место, но наибольшего успеха клуб добился в кубке Уэльса, когда впервые в истории вышел в финал турнира. В финале с «Бангор Сити» на стадионе «Рейкурс Граунд» в Рексеме «Коннас-Ки» вел на протяжении всего матча, но пропустил на последних минутах. Дополнительное время не выявило победителя, а в серии послематчевых пенальти победу одержал «Бангор Сити». Таким образом, команда так и не смогла выиграть кубок Уэльса, впервые после своего основания в 1946 году.
В июле 1998 года клуб переехал на недавно построенный легкоатлетический стадион «Дисайд Стэдиум» в соседнем районе Дисайд. С того момента и до сегодняшнего дня арена является домашним стадионом команды.
В сезоне 2002/03 «Коннас-Ки» занял небывало высокое для себя пятое место по итогам чемпионата, в шаге от зоны еврокубков.
В последующих сезонах у клуба наметился заметный спад в игре, и команда заканчивала чемпионат в нижней половине турнирной таблицы.
Сезон 2006/07 был более удачным. «Коннас-Ки» повторил свое достижение четырёхлетней давности и вновь занял пятое место.
Из-за проблем с дренажной системой и освещением на родной арене «Дисайд» клуб был вынужден проводить домашние матчи в соседнем городе Флинт одноименного графства на стадионе местной команды «Флинт Таун». После проведения реконструкции стадиона и замены дренажной системы, команда вернулась на родную арену.
В 2007 году, оставив команду на итоговом пятом месте, бессменный тренер клуба Невилл Пауэлл, руководивший клубом 14 лет, ушел из команды и возглавил «Бангор Сити», в котором, будучи футболистом и капитаном команды, отыграл на протяжении восьми сезонов. Вслед за ним последовал уход остальных членов тренерского штаба Невилла и нескольких ветеранов команды.
Джим Хаккетт, бывший тренер молодежного состава «Честер Сити», был назначен новым наставником команды. Со своими помощниками он должен был собрать новый боеспособный коллектив, пригласив ряд игроков из соседних чемпионатов Великобритании. Только три игрока оставалось в команде с предыдущих сезонов, два из которых (Адам Дикинсон и Кристофер Уильямс) имели на руках действующий контракт, а третий, Гарри Пинч, являлся действующим капитаном команды.
Собрав новый состав клуба, по сути, с нуля, сезон 2007/08 «Коннас-Ки» провел крайне слабо, заняв лишь 15-е место и пропустив рекордное количество мячей в чемпионате — 85, больше всех команд в лиге, включая аутсайдера клуб «Ллангефни Таун», покинувшего турнир по итогам сезона. Несмотря на ужасающую статистику, команда сохранила прописку в Премьер лиге.
Существенные изменения в команде должны были продолжиться в следующем сезоне, однако весной 2008 года, после отставки нескольких членов совета директоров клуба, политику комплектования команды было решено пересмотреть.
В мае 2008 года Хаккетт был уволен, а в июне главным тренером команды был назначен бывший наставник «Caernarfon Таун» сорокалетний валлиец Стив О’Шонесси.
В июне 2008 года клуб подписал спонсорский контракт с независимой рекрутинговой компанией, в результате чего к названию клуба была добавлена аббревиатура «gap».
После сезона 2008/09, в котором клуб финишировал на девятом месте, клуб отстранил О’Шонесси. Джим Хаккетт был вновь назначен в качестве исполняющего обязанности основного наставника, после чего был заменен на ветерана клуба Марка МакГрегора, ставшего играющим тренером команды. Игровую карьеру МакГрегор начинал в «Рексеме», где провел шесть сезонов, прежде чем перейти в «Бернли», «Блэкпул» и «Порт Вейл», в которых отыграл более 500 матчей в общей сложности.
В сезоне 2009/10 «Коннас-Ки» провел свой худший сезон в чемпионате и впервые после вступления в лигу покинул высший дивизион чемпионата.
Спустя 18 лет после последнего участия, сезон 2010/11 команда вновь начинала в лиге «Камри Альянс», втором по силе дивизионе страны. Тем не менее, пребывание клуба в низших лигах оказалось недолгим: в своем первом же сезоне в «Камри Альянс» команда стала чемпионом турнира, а нападающий клуба Гарри О’Тул стал лучшим бомбардиром сезона. Как победитель дивизиона «Коннас-Ки» должен был вернуться в Премьер лигу, однако команде было отказано в повышении, поскольку клуб не смог получить необходимую лицензию от Федерации футбола Уэльса.
В сезоне 2011/12 «Коннас-Ки» повторил свой прошлогодний успех, второй раз подряд выиграв лигу «Камри Альянс», а нападающий клуба Гарри О’Тул вновь стал лучшим бомбардиром турнира. На сей раз проблем с получением лицензии у клуба не возникло, и спустя два года команда вернулась в валлийскую Премьер лигу.
Сезон 2012/13 клуб начал неплохо: были одержаны победы над клубами «Порт Тэлбот», «Лланелли Таун» и «Ньютаун». Но последовавший затем резкий спад откатил команду в нижнюю половину таблицы. До последних туров регулярного сезона «Коннас-Ки» боролся за попадание в чемпионский плей-офф, и после выездной победы со счетом 6:3 над «Бала Таун», казалось, обеспечил себе место в «топ-шесть», но спорное решение Федерации футбола снять с команды одно очко из-за неправильно заявленного игрока Ли Дэви, опустило клуб с шестого на седьмое место, пропустив в зону «топ-шесть» «Кармартен Таун». Заняв итоговое восьмое место, клуб попал в зону стыковых матчей за право выступить в еврокубках, где команда уступила «Бала Таун», будущему победителю плей-офф.
В январе 2015 года было объявлено, что играющий тренер команды Марк МакГрегор покидает команду после пяти лет работы в клубе. Помощники Макгрегора взяли на себя ответственность за выступление команды в оставшейся части сезона 2014/15, а старший тренер команды Алан Биккерстаф стал новым наставником команды до конца сезона. В оставшейся части сезона «Коннас-Ки» проявил себя успешно, что позволило команде финишировать на седьмом месте и попасть в зону стыковых матчей. Но снова непреодолимым препятствием стала 1/2 плей-офф, где со счетом 2:3 команда уступила клубу «Аберистуит Таун», причем решающий мяч команда пропустила на 90-й минуте.
Перед началом сезона 2015/16 Алан Биккерстаф подписал с клубом новый трехлетний контракт. Однако неудачный старт сезона, в котором «Коннас-Ки» одержал лишь три победы в первых одиннадцати матчах чемпионата, подтолкнул руководство клуба расстаться с наставником.
2 ноября 2015 года бывший капитан «Манчестер Сити» шотландец Энди Моррисон был назначен новым главным тренером команды.
После назначения Моррисона клуб быстро отвоевал утраченные позиции в чемпионате, а к концу регулярного сезона подошел на четвёртом месте, пропустив вперед только лидеров сезона клубы «Нью Сейнтс» (бессменного чемпиона последних лет), «Бала Таун» и «Лландудно», сенсационного дебютанта турнира. Высокое место позволило команде принять участие в чемпионской пульке и побороться за прямую путевку в квалификацию Лиги Европы. Однако клуб уступил прямую путевку в еврокубки клубам «Бала Таун» и «Лландудно», и потому должен был выступить в стыковых матчах чемпионата, в третий раз в истории. Итоговое четвёртое место дало команде преимущество домашнего поля. В 1/2 плей-офф на «Дисайд Стэдиум» «Коннас-Ки» одержал уверенную победу над седьмой командой лиги «Кармартен Таун» со счетом 2:0.
14 мая 2016 года состоялся финал плей-офф. В решающем матче на своем поле команде предстояло встретиться с клубом «Эйрбас» из Бротона. Точный удар вингера Веса Бейнса на 79-й минуте встречи принес «Коннас-Ки» долгожданную победу в плей-офф. Таким образом, с третьей попытки команда одержала победу в стыковых матчах чемпионата и впервые в истории пробилась в еврокубки, где должна была взять старт в квалификации Лиги Европы.
Первый сезон в еврокубках «Коннас-Ки» начинал с первого отборочного раунда Лиги Европы, где в соперники команде выпал норвежский клуб «Стабек» из Берума. Свой домашний матч команда проводила на стадионе «Бэлл Ву» в Риле, поскольку собственная арена клуба «Дисайд» не отвечает необходимым требованиям УЕФА. Матч в Риле завершился в нулевую ничью. 7 июля 2016 года в ответной игре во Фредрикстаде точный удар Каллума Морриса на 15-й минуте встречи принес «Коннас-Ки» историческую победу в еврокубках. Впервые в истории валлийского футбола команда из чемпионата Уэльса, дебютирующая в еврокубках, проходит раунд квалификации.

## Достижения клуба
- Камри Альянс
  - Чемпион (2): 2010/11, 2011/12
  - Вице-чемпион (1): 2016/17

- Кубок Уэльса
  - Победитель (2): 1928/29**, 2017/18
  - Финалист (3): 1907/08**, 1910/11**, 1997/98

- Кубок валлийской лиги
  - Победитель (1): 1995/96

- Кубок Камри Альянс
  - Финалист (1): 2007/08

- FAW Трофи
  - Победитель (2): 1952/53, 1980/81
  - Финалист (1): 1950/51

- Выступление будучи клубом «Коннас-Ки & Шоттон».

## Тренеры клуба
- Рэй Джонс (1992 – Май 1993)
- Невилл Пауэлл / Фил Эванс (Май 1993 – Май 1995)
- Невилл Пауэлл (Май 1995 – Май 2007)
- Джим Хаккетт (Май 2007 – Май 2008)
- Стив О'Шонесси (Июнь 2008 – Июнь 2009)
- Джим Хаккетт (Июнь 2009 – Июль 2009)
- Марк МакГрегор (Июль 2009 – Январь 2015)
- Алан Биккерстаф (Январь 2015 – Октябрь 2015)
- Энди Моррисон (Ноябрь 2015 – Сентябрь 2021)
- Крейг Харрисон (Сентябрь 2021 – н. в.)

## Статистика выступлений с 2000 года
| Сезон   | Ранг | Турнир       | Место | И  | В  | Н  | П  | ГЗ | ГП | РГ  | Очки | Кубок      | Исход |
| ------- | ---- | ------------ | ----- | -- | -- | -- | -- | -- | -- | --- | ---- | ---------- | ----- |
| 2000/01 | 1    | Премьер лига | 9     | 34 | 14 | 8  | 12 | 45 | 47 | -2  | 50   | 3-й раунд  |       |
| 2001/02 | 1    | Премьер лига | 8     | 34 | 14 | 9  | 11 | 56 | 46 | +10 | 51   | 1/8 финала |       |
| 2002/03 | 1    | Премьер лига | 5     | 34 | 18 | 5  | 11 | 55 | 46 | +9  | 59   | 1/4 финала |       |
| 2003/04 | 1    | Премьер лига | 8     | 32 | 11 | 9  | 12 | 58 | 55 | +3  | 42   | 1/8 финала |       |
| 2004/05 | 1    | Премьер лига | 12    | 34 | 9  | 9  | 16 | 48 | 58 | -10 | 36   | 2-й раунд  |       |
| 2005/06 | 1    | Премьер лига | 12    | 34 | 10 | 8  | 16 | 36 | 46 | -10 | 38   | 2-й раунд  |       |
| 2006/07 | 1    | Премьер лига | 5     | 32 | 16 | 8  | 8  | 49 | 40 | +9  | 56   | 1/4 финала |       |
| 2007/08 | 1    | Премьер лига | 15    | 34 | 9  | 7  | 18 | 42 | 85 | -43 | 34   | 3-й раунд  |       |
| 2008/09 | 1    | Премьер лига | 9     | 34 | 12 | 5  | 17 | 49 | 65 | -16 | 41   | 2-й раунд  |       |
| 2009/10 | 1    | Премьер лига | 14    | 34 | 11 | 8  | 15 | 31 | 42 | -11 | 41   | 1/8 финала |       |
| 2010/11 | 2    | Камри Альянс | 1*    | 30 | 23 | 2  | 5  | 89 | 33 | +56 | 71   | 1/2 финала |       |
| 2011/12 | 2    | Камри Альянс | 1     | 30 | 21 | 5  | 4  | 89 | 23 | +66 | 68   | 3-й раунд  |       |
| 2012/13 | 1    | Премьер лига | 8     | 32 | 12 | 5  | 15 | 62 | 69 | -7  | 40*  | 1/8 финала |       |
| 2013/14 | 1    | Премьер лига | 10    | 32 | 10 | 8  | 14 | 47 | 65 | -18 | 38   | 3-й раунд  |       |
| 2014/15 | 1    | Премьер лига | 7     | 32 | 11 | 10 | 11 | 44 | 53 | -9  | 43   | 1/4 финала |       |
| 2015/16 | 1    | Премьер лига | 4     | 32 | 15 | 3  | 14 | 50 | 42 | +8  | 48   | 1/2 финала |       |
| 2016/17 | 1    | Премьер лига | 2     | 32 | 16 | 10 | 6  | 45 | 24 | +21 | 58   | 1/2 финала |       |
| 2017/18 | 1    | Премьер лига | -     | -  | -  | -  | -  | -  | -  | -   | -    | –          |       |

- Клубу отказано в повышении в классе из-за проблем с лицензией.
- Снят один балл.

## Выступления в еврокубках
| Сезон   | Сезон   | Турнир              | Раунд                   | Соперник         | Дома | В гостях  | Общий счёт |  |
| ------- | ------- | ------------------- | ----------------------- | ---------------- | ---- | --------- | ---------- |  |
| 2016/17 | 2016/17 | Лига Европы УЕФА    | Первый отборочный раунд | Стабек           | 0:0  | 1:0       | 1:0        |  |
| 2016/17 | 2016/17 | Лига Европы УЕФА    | Второй отборочный раунд | Воеводина        | 1:2  | 0:1       | 1:3        |  |
| 2017/18 | 2017/18 | Лига Европы УЕФА    | Первый отборочный раунд | ХИК              | 1:0  | 0:3       | 1:3        |  |
| 2018/19 | 2018/19 | Лига Европы УЕФА    | Первый отборочный раунд | Шахтер Солигорск | 1:3  | 0:2       | 1:5        |  |
| 2019/20 | 2019/20 | Лига Европы УЕФА    | Первый отборочный раунд | Килмарнок        | 1:2  | 2:0       | 3:2        |  |
| 2019/20 | 2019/20 | Лига Европы УЕФА    | Второй отборочный раунд | Партизан         | 0:1  | 0:3       | 0:4        |  |
| 2020/21 | ЛЧ      | Лига чемпионов УЕФА | Первый отборочный раунд | Сараево          | 0:2  | -         | 0:2        |  |
| 2020/21 | ЛЕ      | Лига Европы УЕФА    | Второй отборочный раунд | Динамо Тбилиси   | 0:1  | -         | 0:1        |  |
| 2021/22 | 2021/22 | Лига чемпионов УЕФА | Первый отборочный раунд | Алашкерт         | 2:2  | 0:1, д.в. | 2:3        |  |